# Dillian Whyte
Dillian Whyte (ur. 11 kwietnia 1988 w Port Antonio) – brytyjski bokser wagi ciężkiej, posiadacz pasa WBC International oraz były mistrz Wielkiej Brytanii.

## Początki
Urodził się na Jamajce, lecz gdy miał 12 lat jego rodzina wyemigrowała do Wielkiej Brytanii. Niedługo później rozpoczął treningi bokserskie w klubie Miguel Boxing Gym w Brixton. Za sobą ma też karierę w kickboxingu. Jego największe sukcesy to mistrzostwo Europy w K-1 oraz wywalczenie tytułu mistrza Wielkiej Brytanii. 
W wieku 20 lat na amatorskich ringach pokonał późniejszego mistrza świata zawodowców, Anthony'ego Joshuę.

## Kariera zawodowa
Swój zawodowy debiut zaliczył 11 maja 2011 roku, pokonując na punkty Tayara Mehmeda.
Po dziewięciu kolejnych zawodowych zwycięstwach w 2012 roku  został zawieszony w prawach zawodnika, ze względu na wykrycie w jego organizmie zabronionych substancji.
Po dyskwalifikacji wrócił na ring 21 listopada 2014 roku, stopując w drugiej rundzie Antę Verunica.
12 września 2015 roku wywalczył swój pierwszy zawodowy tytuł - WBC International. W walce o to trofeum pokonał przez nokaut w trzeciej rundzie doświadczonego Briana Minto.
12 grudnia 2015 roku w O2 Arenie w Londynie spotkał się z Anthonym Joshuą (14-0, 14 KO). Był to rewanż obu panów za walkę, którą w czasach amatorskich wygrał Whyte. Na ringu zawodowym lepszy okazał się być jednak Joshua, który znokautował Dilliana w siódmej rundzie.
25 czerwca 2016 roku udanie wrócił na ring po porażce z Joshuą, pokonując przed czasem Ivicę Bacurina.
10 grudnia 2016 roku w Manchesterze zmierzył się w ringu z Dereckiem Chisorą (26-6, 17 KO). Pojedynek był bardzo emocjonujący, a sędziowie po dwunastu rundach niejednogłośnie opowiedzieli się za wygraną Whyte (115-113, 114-115, 115-113).
19 sierpnia 2017 roku zadebiutował w Stanach Zjednoczonych, pokonując przed czasem w trzeciej rundzie Malcolma Tanna (24-5, 13 KO).
24 marca 2018 w Londynie w szóstej rundzie znokautował Australijczyka Lucasa Browne'a (25-1, 22 KO) w walce  o pas WBC Silver wagi. ciężkiej.
28 lipca 2018 w londyńskiej O2 Arena pokonał jednogłośnie na punkty (113:112, 115:110 i 114:111) Nowozelandczyka Josepha Parkera (24-2, 18 KO).
22 grudnia 2018 w Londynie spotkał się w rewanżowym pojedynku z Dereckiem Chisorą (29-9, 21 KO). Walka miała bardzo wyrównany i zacięty przebieg, ostatecznie zwyciężył przez nokaut w jedenastej rundzie. Do tego momentu dwaj sędziowie punktowali walkę 95-94 na korzyść jego rywala, zaś trzeci w tym samym stosunku widział przewagę Whyte'a.
20 lipca 2019 roku w Londynie zwyciężył jednogłośną decyzją sędziów Kolumbijczyka Oscara Rivasa (26-1, 18 KO). Dzięki temu zdobył pas WBC Interim w wadze ciężkiej. Po walce wykryto w jego organizmie niedozwolone środki.
7 grudnia 2019 roku w Arabii Saudyjskiej pokonał jednogłośną decyzją sędziów (97-93, 98-93, 97-93) reprezentanta Polski Mariusza Wacha (35-6, 19 KO).
22 sierpnia 2020 na gali Matchroom Boxing w Brentwood zmierzył się w walce o pasy WBC Interim oraz WBC Diamond wagi ciężkiej z Aleksandrem Powietkinem (36-2-1, 25 KO). W czwartej rundzie miał dwa razy swojego rywala na deskach, ale w piątej został ciężko znokautowany. Tuż przed walką został oczyszczony z zarzutów o stosowanie dopingu.
27 marca 2021 w Gibraltarze w walce rewanżowej Dillian Whyte (28-2, 19 KO) znokautował Powietkina (36-3-1, 25 KO)  w czwartej rundzie.
23 kwietnia 2022 na stadionie Wembley w Londynie przegrał walkę o mistrzostwo świata federacji WBC w wadze ciężkiej ze swoim rodakiem, Tysonem Furym. Pojedynek zakończył się przez TKO w 6. rundzie.